# Brunsia
Brunsia es un género de foraminífero bentónico de la familia Pseudoammodiscidae, de la superfamilia Earlandioidea, del suborden Fusulinina y del orden Fusulinida. Su especie tipo es Spirillina irregularis. Su rango cronoestratigráfico abarca desde el Devónico hasta la Viseense (Carbonífero inferior).

## Discusión
Algunas clasificaciones más recientes incluyen Brunsia en la superfamilia Pseudoammodiscoidea, el suborden Archaediscina, del orden Archaediscida, de la Subclase Afusulinana y de la clase Fusulinata.

## Clasificación
Brunsia incluye a las siguientes especies:
- Brunsia compacta
- Brunsia fluctata
- Brunsia irregularis
- Brunsia lata
- Brunsia leuvarae
- Brunsia novita
- Brunsia sibirica
- Brunsia tenella
- Brunsia tenensis
- Brunsia tiksinensis
- Brunsia umbllicata